# Deepwater National Park
Deepwater National Park är en park i Australien. Den ligger i delstaten Queensland, omkring 370 kilometer norr om delstatshuvudstaden Brisbane.
Trakten runt Deepwater National Park är nära nog obefolkad, med mindre än två invånare per kvadratkilometer.. Närmaste större samhälle är Agnes Water, omkring 12 kilometer norr om Deepwater National Park.
I omgivningarna runt Deepwater National Park växer huvudsakligen savannskog. Genomsnittlig årsnederbörd är 1 253 millimeter. Den regnigaste månaden är januari, med i genomsnitt 276 mm nederbörd, och den torraste är september, med 29 mm nederbörd.